# Marina Harlamova
Marina Ivanova-Harlamova (rusko Марина Иванова-Харламова), ruska atletinja, * 24. maj 1962, Sovjetska zveza.
Ni nastopila na olimpijskih igrah. Na svetovnih prvenstvih je osvojila bronasto medaljo v štafeti 4×400 m leta 1983.